# РК Кил
Рукометни клуб Кил немачки је рукометни клуб из Кила. Основан је 1904. године и такмичи се у Бундеслиги Немачке. Кил је најтрофејнији немачки рукометни клуб (иако су Магдебург и Гумерсбах успешнији по броју међународних трофеја), а нарочито је успешан у последњих тридесетак година.
Кил је национално првенство освајао 23 пута, био победник купа 13 пута, те 13 пута освајао немачки суперкуп. На европској сцени је такође био веома успешан, освојио је 4 пута ЕХФ Лигу шампиона и 4 пута ЕХФ куп, а такође је по једном освојио ЕХФ суперкуп Европе и ИХФ светско клупско првенство. Уз то 4 пута је био финалиста ЕХФ Лиге шампиона, једном је губио финале суперкупа Европе, а два пута финале светског клупског првенства.

## Успеси

### Национални
- Бундеслига Немачке  
  - Првак (23–рекорд) : 1956/57, 1961/62, 1962/63, 1993/94, 1994/95, 1995/96, 1997/98, 1998/99, 1999/00, 2001/02, 2004/05, 2005/06, 2006/07, 2007/08, 2008/09, 2009/10, 2011/12, 2012/13, 2013/14, 2014/15, 2019/20,[1] 2020/21, 2022/23.
  - Вицепрвак (11) : 1952/53, 1955/56, 1959/60, 1963/64, 1982/83, 1984/85, 1988/89, 2003/04, 2010/11, 2018/19, 2021/22.
- Првенство Немачке (велики рукомет)
  - Првак (2) : 1948, 1950.
  - Вицепрвак (2) : 1951, 1953.
- Куп Немачке 
  - Освајач (13–рекорд) : 1997/98, 1998/99, 1999/00, 2006/07, 2007/08, 2008/09, 2010/11, 2011/12, 2012/13, 2016/17, 2018/19, 2021/22, 2024/25.
  - Финалиста (3) : 1978/79, 1989/90, 2004/05.
- Суперкуп Немачке 
  - Освајач (13–рекорд) : 1995, 1998, 2005, 2007, 2008, 2011, 2012, 2014, 2015, 2020, 2021, 2022, 2023.
  - Финалиста (11) : 1994, 1996, 1999, 2000, 2002, 2006, 2009, 2010, 2013, 2017, 2019.

### Међународни
- ЕХФ Лига шампиона
  - Победник (4) : 2006/07, 2009/10, 2011/12, 2019/20.
  - Финалиста (4) : 1999/00, 2007/08, 2008/09, 2013/14.
  - Треће место (2) : 2021/22, 2023/24.
- ЕХФ куп
  - Победник (4–рекорд) : 1997/98, 2001/02, 2003/04, 2018/19.
  - Треће место (1) : 2024/25.
- ЕХФ суперкуп Европе
  - Победник (1) : 2007.
  - Финалиста (1) : 2004.
  - Треће место (2) : 2001, 2008.
- ИХФ светско клупско првенство
  - Победник (1) : 2011.
  - Финалиста (2) : 2012, 2019.

## Сва финала међународних купова за Кил
ЕХФ Лига шампиона
| 1999/00. | Кил                | 28–25, 24–29 | Барселона       |
| 2006/07. | Фленсбург Хандевит | 28–28, 27–29 | Кил             |
| 2007/08. | Сијудад Реал       | 27–29, 31–25 | Кил             |
| 2008/09. | Кил                | 39–34, 27–33 | Сијудад Реал    |
| 2009/10. | Барселона          | 34–36        | Кил             |
| 2011/12. | Кил                | 26–21        | Атлетико Мадрид |
| 2013/14. | Фленсбург Хандевит | 30–28        | Кил             |
| 2019/20. | Кил                | 33–28        | Барселона       |

ЕХФ куп
| 1997/98. | Фленсбург Хандевит | 25–23, 21–26 | Кил          |
| 2001/02. | Кил                | 36–29, 24–28 | Барселона    |
| 2003/04. | Алтеа Аликанте     | 28–32, 19–27 | Кил          |
| 2018/19. | Кил                | 26–22        | Фуксе Берлин |

ЕХФ суперкуп Европе
| 2004. | Цеље | 30–29 | Кил  |
| 2007. | Кил  | 38–34 | Цеље |

ИХФ светско клупско првенство
| 2011. | Сијудад Реал    | 25–28 | Кил       |
| 2012. | Атлетико Мадрид | 28–23 | Кил       |
| 2019. | Кил             | 32–34 | Барселона |

## Тренутни састав
Од сезоне 2025/26.
| Голмани (GK) - 01 Гонзало Перез де Варгас - 12 Леон Новотни - 33 Андреас Волф Лева крила (LW) - 07 Магнус Ландин - 23 Руне Дамке Десна крила (RW) - 24 Лукас Цербе - 91 Бенце Имре Пивоти (P) - 11 Петер Оверби - 20 Лукас Лаубе - 61 Хендрик Пекелер - 93 Верон Начиновић | Леви бек (LB) - 21 Ерик Јохансон - 53 Никола Билик Средњи бек (CB) - 04 Домагој Дувњак (к) - 22 Расмус Анкерман - 71 Елијас Елефсен Скипаготу Десни бек (RB) - 06 Харалд Рајнкинд - 15 Џеси Дамке - 45 Емил Мадсен |

## Трансфери за сезону 2025/26.
| - Гонзало Перез де Варгас (GK) (из Барселоне) - Расмус Анкерман (CB) (из јуниорског тима) - Џеси Дамке (RB) (из јуниорског тима) - Верон Начиновић (P) (из Монпељеа) - Лукас Лаубе (P) (из Штутгарта) | - Томаш Мрква (GK) (у Лајпциг) - Линус Куц (CB) (у Ајнтрахт Хаген) - Хенри Пабст (RB) (у Либеке) - Патрик Винчек (P) (завршава играчку каријеру) |

## Трансфери за сезону 2026/27.
| - Јулијан Кестер (LB) (из Гумерсбаха) | Напуштају Кил |

## Познати играчи
| - Магнус Висландер - Маркус Алм - Ким Андерсон - Матијас Андерсон - Хајнрих Далингер - Клаус Елварт - Хенинг Фриц - Момир Илић - Николај Јакобсен - Никола Карабатић - Вид Кавтичник - Томас Кнор - Давор Доминиковић - Андреј Шепкин - Алеш Пајович - Адолф Габријел - Манхард Бек - Мартин Боквист - Ханс–Лотар Бок - Албин Видовић - Кај Герман - Нико Кибат - Тилман Лох - Инго Аренс - Марио Виле - Георг Вегнер - Хајнц–Георг Сиверс - Фред Радиг - Петер Генцел - Фин Холперт - Денис Клокман - Љубомир Павловић - Јохан Сјостранд - Штајнар Еге - Арон Палмарсон - Филип Јиха - Хенрик Лундстром - Торстен Јансен - Николас Катсијанис - Илија Брозовић - Кристијан Цајц - Оле Рамел - Себастијан Фирнхабер - Дарио Квенштед - Малте Фојт - Самир Беласен - Едуардо Гурбиндо - Томаш Мрква |  | - Звонимир Сердарушић - Герд Велц - Курт Бартелс - Михаел Критер - Стефан Левгрен - Деметрио Лозано - Борге Лунд - Хорст Вајман - Холгер Менке - Михаел Менцел - Данијел Нарсис - Холгер Ертел - Стафан Олсон - Тјери Омеје - Марек Панас - Ненад Перуничић - Клаус Дитер–Петерсен - Жером Фернандез - Роман Пунгартник - Олаф Зехе - Мортен Бјере - Франк Дамке - Адријан Вагнер - Франк Герш - Дитер Краусе - Јонас Ернелинд - Херберт Ровер - Карстен Фелер - Пјотр Пржибецки - Ларс Крог Јепесен - Флоријан Хоснер - Аксел Геркен - Андреас Паличка - Фин Ранке - Ким Соне - Расмус Лауге - Доминик Клајн - Доминик Плауе - Кристијан Шпренгер - Раул Сантос - Емил Френд Офорс - Карл Валинијус - Павел Хорак - Јаник Фрац - Никлас Ландин - Никлас Екберг - Штефен Вајнхолд - Патрик Винчек |  | - Фриц Вестхајдер - Дирк Сомерфелд - Хервиг Арендсен - Кристијан Шефлер - Мартин Шмит - Мајк Бездичек - Бернд Нилсен - Хенри Блатер - Торстен Ериг - Фолкер Харбс - Олаф Маст - Вофганг Швенке - Уве Швенкер - Горан Стојановић - Предраг Тимко - Данијел Вашкијевич - Гудјон Валур Сигурдсон - Јохан Петерсон - Роберт Архенијус - Дирк Бернер - Олаф Бернер - Пер Томас Линдерс - Флоријан Висоцки - Виктор Силађи - Данијел Кубеш - Тјарк Милер - Хулио Фиш - Марко Вујин - Тобијас Рајхман - Фроде Хаген - Милутин Драгићевић - Јорг–Уве Лут - Бруно Мартини - Драгош Опреа - Игор Анић - Ђоан Канељас - Ерленд Мамелунд - Денер Јанима - Блаженко Лацковић - Рене Тофт–Хансен - Кристијан Дизингер - Лукас Нилсон - Бјарте Мирхол - Сандер Сагосен - Миха Зарабец - Свен Ериг - Венсан Жерар - Јарнес Фауст |

## Капитени (од сезоне 1977/78.)
| - Олаф Бернер (1977—1978) - Холгер Ертел (1978—1984) - Дирк Бернер (1984—1987) - Уве Швенкер (1987—1992) - Магнус Висландер (1992—2001) | - Стефан Левгрен (2001—2009) - Маркус Алм (2009—2013) - Филип Јиха (2013—2015) - Рене Тофт–Хансен (2015—2016) - Домагој Дувњак (2016—данас) |

## Тренери (хронолошким редом)
| - Фриц Вестхајдер (1930—1958) - Хајнрих Далингер (1958—1972) - Курт Бартелс и Ролф Крабенхофт (1972—1973) - Бернд Штрук (1973) - Адолф Габријел (1973—1975) - Вернер Кирст (1975) - Герд Велц (1975—1977) - Жељко Селеш (1977—1978) - Вернер Кирст (1978—1979) - Герд Велц (1979—1980) | - Маринко Андрић (1980—1981) - Хервард Вик (1981—1982) - Јохан Инги Гунарсон (1982—1986) - Марек Панас (1987—1989) - Јосип Милковић (1989) - Холгер Ертел (1989—1992) - Уве Швенкер (1993) - Звонимир Сердарушић (1993—2008) - Алфред Гисласон (2008—2019) - Филип Јиха (2019—данас) |

## Трофејни тренери Кила
| Име                 | Националност | Период на клупи | Трофеји |
| ------------------- | ------------ | --------------- | --- |
| Фриц Вестхајдер     | Немачка      | 1930—1958       | 1 Бундеслига, 2 титуле првака Немачке у великом рукомету                                                           |
| Хајнрих Далингер    | Немачка      | 1958—1972       | 2 Бундеслиге |
| Звонимир Сердарушић | Хрватска     | 1993—2008       | 11 Бундеслига, 5 купова Немачке, 4 суперкупа Немачке, 1 ЕХФ лига шампиона, 3 ЕХФ купа, 1 суперкуп Европе           |
| Алфред Гисласон     | Исланд       | 2008—2019       | 6 Бундеслига, 6 купова Немачке, 5 суперкупова Немачке, 2 ЕХФ лиге шампиона, 1 ЕХФ куп, 1 светско клупско првенство |
| Филип Јиха          | Чешка        | 2019—данас      | 3 Бундеслиге, 2 купа Немачке, 4 суперкупа Немачке, 1 ЕХФ лига шампиона                                             |